# Christophe (Sänger)

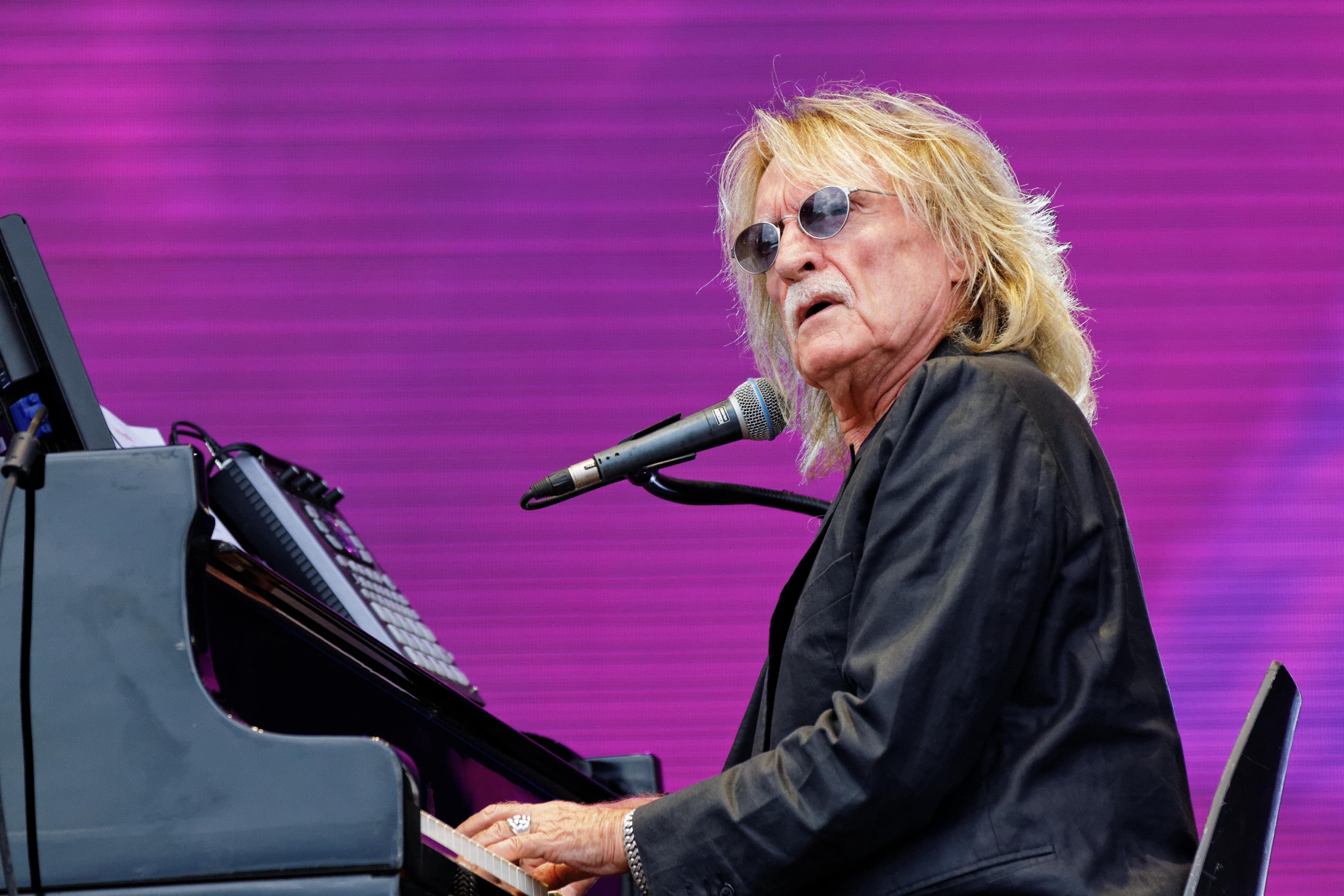
Christophe (2014)

Christophe (* 13. Oktober 1945 in Juvisy-sur-Orge, Essonne als Daniel Bevilacqua; † 16. April 2020 in Brest) war ein französischer Sänger.
Christophe war seit den 1960er-Jahren als Sänger aktiv. Seine bekanntesten Chansons sind Aline, Les Marionettes und Les mots bleus.

## Film
Am 20. April 2020, vier Tage nach seinem Tod, sendete France TV den Dokumentarfilm Christophe von Stéphane Berthomieux. Der Film zeichnet ein Porträt des Sängers und enthält Live-Mitschnitte seines letzten Konzerts.
2022 erschien in Frankreich der Dokumentarfilm Christophe... définitivement von Dominique Gonzalez-Foerster und Ange Leccia, der im selben Jahr in Cannes für einen L’Œil d’or nominiert wurde.

## Persönliches
Christophe hat zwei Söhne aus einer Beziehung mit der Sängerin Michèle Torr.
Er war mit Véronique Kan verheiratet, der Halbschwester des seit 1990 verschwundenen Sängers Alain Kan. Mit Véronique Kan hat er eine Tochter, Lucile (* 1971).

## Ehrungen
- 2011: Kommandeur des Ordre des Arts et des Lettres[5]
- 2014: Ritter der Ehrenlegion[6]

## Diskografie (Auswahl)

### Alben
| Jahr | Titel                        | Höchstplatzierung, Gesamtwochen, AuszeichnungChartplatzierungen (Jahr, Titel, Platzierungen, Wochen, Auszeichnungen, Anmerkungen) | Höchstplatzierung, Gesamtwochen, AuszeichnungChartplatzierungen (Jahr, Titel, Platzierungen, Wochen, Auszeichnungen, Anmerkungen) | Höchstplatzierung, Gesamtwochen, AuszeichnungChartplatzierungen (Jahr, Titel, Platzierungen, Wochen, Auszeichnungen, Anmerkungen) | Anmerkungen                                    |
| Jahr | Titel                        | FR | BEW | CH | Anmerkungen                                    |
| ---- | ---------------------------- | --- | --- | --- | ---------------------------------------------- |
| 1996 | Bevilacqua                   | FR41 (1 Wo.)FR | — | — |                                                |
| 2001 | Comm’si la terre penchait…   | FR45 (18 Wo.)FR | — | — |                                                |
| 2002 | Olympia 2002                 | FR26 (16 Wo.)FR | BEW116 (2 Wo.)BEW | — | Charteinstieg in BEW erst 2020                 |
| 2002 | Best Of (2002)               | FR125 (6 Wo.)FR | BEW42 (4 Wo.)BEW | CH11 (1 Wo.)CH | Charteinstieg in FR erst 2016; in CH erst 2020 |
| 2006 | Best Of (2006)               | — | BEW4 (21 Wo.)BEW | — |                                                |
| 2008 | Aimer ce que nous sommes     | FR4 (30 Wo.)FR | BEW6 (15 Wo.)BEW | CH58 (5 Wo.)CH | Erstveröffentlichung: 16. Juni 2008            |
| 2013 | Paradis retrouvé             | FR35 (4 Wo.)FR | BEW38 (8 Wo.)BEW | — |                                                |
| 2014 | Intime                       | FR9 (24 Wo.)FR | BEW16 (30 Wo.)BEW | CH67 (1 Wo.)CH | Erstveröffentlichung: 31. März 2014            |
| 2016 | Les vestiges du chaos        | FR2 Gold · (42 Wo.)FR | BEW2 (32 Wo.)BEW | CH12 (5 Wo.)CH | Erstveröffentlichung: 8. April 2016            |
| 2019 | Christophe etc.              | FR16 (11 Wo.)FR | BEW10 (9 Wo.)BEW | CH30 (4 Wo.)CH | Erstveröffentlichung: 17. Mai 2019             |
| 2019 | Christophe etc. vol. 2       | FR16 Gold · (34 Wo.)FR | BEW17 (5 Wo.)BEW | CH39 (2 Wo.)CH | Erstveröffentlichung: 13. Dezember 2019        |
| 2019 | Christophe etc. Vol. 1 et 2  | — | BEW20 (12 Wo.)BEW | — |                                                |
| 2020 | Ultime                       | FR18 (7 Wo.)FR | BEW11 (20 Wo.)BEW | CH88 (1 Wo.)CH |                                                |
| 2020 | Nouveau Best of / 10 ans BMG | FR200 (1 Wo.)FR | — | — |                                                |
| 2021 | Le beau bizarre – Intégrale  | — | BEW156 (1 Wo.)BEW | — |                                                |
| 2023 | Définitivement               | FR151 (2 Wo.)FR | — | — |                                                |

Weitere Alben
- 1965: Les marionnettes
- 1966: J’ai entendu la mer
- 1967: Excusez-moi Monsieur le Professeur
- 1973: Les paradis perdus
- 1975: Les mots bleus
- 1978: Le beau bizarre
- 2020: Olympia 2002

### Singles
| Jahr | Titel Album                         | Höchstplatzierung, Gesamtwochen, AuszeichnungChartplatzierungen (Jahr, Titel, Album, Platzierungen, Wochen, Auszeichnungen, Anmerkungen) | Höchstplatzierung, Gesamtwochen, AuszeichnungChartplatzierungen (Jahr, Titel, Album, Platzierungen, Wochen, Auszeichnungen, Anmerkungen) | Höchstplatzierung, Gesamtwochen, AuszeichnungChartplatzierungen (Jahr, Titel, Album, Platzierungen, Wochen, Auszeichnungen, Anmerkungen) | Anmerkungen                                                                         |
| Jahr | Titel Album                         | FR | BEW | CH | Anmerkungen                                                                         |
| --- | ----------------------------------- | --- | --- | --- | ----------------------------------------------------------------------------------- |
| 1965 | Les marionnettes Christophe         | FR91 (1 Wo.)FR | — | — | Charteinstieg in FR erst 2020                                                       |
| 1965 | Aline Christophe                    | FR33 (1 Wo.)FR | — | CH4 (14 Wo.)CH | Erstveröffentlichung: September 1965 Charteinstieg in FR erst 2020; in CH erst 1979 |
| 1972 | Main dans la main Orchestraux N°1   | — | — | CH7 (5 Wo.)CH | Charteinstieg in CH erst 1982                                                       |
| 1973 | Les paradis perdus                  | FR58 (2 Wo.)FR | — | — | Charteinstieg in FR erst 2014                                                       |
| 1974 | Les mots bleus                      | — | — | CH64 (1 Wo.)CH | Charteinstieg in CH erst 2020                                                       |
| 1977 | La dolce vita –                     | FR162 (1 Wo.)FR | — | — | Charteinstieg in FR erst 2020                                                       |
| 1983 | Succès fou –                        | FR153 (1 Wo.)FR | — | — | Charteinstieg in FR erst 2020                                                       |
| 1985 | Ne raccroche pas –                  | FR15 (13 Wo.)FR | — | — |                                                                                     |
| 2010 | Jours de lumière –                  | — | BEW49 (1 Wo.)BEW | — | mit Salvatore Adamo                                                                 |
| 2016 | Dangereuse Les vestiges du chaos    | FR117 (1 Wo.)FR | — | — | Erstveröffentlichung: 29. Januar 2016                                               |
| 2016 | Océan d’amour Les vestiges du chaos | FR79 (1 Wo.)FR | — | — | Erstveröffentlichung: 21. März 2016                                                 |
| Folgende Lieder erschienen nicht als Single, wurden aber durch das Album zum Download und Streaming bereitgestellt und konnten somit eine Platzierung erlangen: |                                     | | | |                                                                                     |
| |                                     | | | |                                                                                     |
| 2016 | Lou Les vestiges du chaos           | FR160 (1 Wo.)FR | — | — |                                                                                     |

grau schraffiert: keine Chartdaten aus diesem Jahr verfügbar

## Filmografie
- 1998: Autour de Vega, Dokumentarfilm über Alan Vega von Hugues Peyret
- 2006: Quand j’étais chanteur
- 2009: Schießen Sie auf den Weinhändler, Filmmusik
- 2011: Preciosa Kurzfilm von Dominique Abel
- 2013: Déjeuner chez Gertrude Stein, Kurzfilm von Isabelle Prim mit Christophe in der Rolle von Alice Toklas
- 2014: Juke-Box Kurzfilm von Ilan Klipper
- 2014: Le Quepa sur la vilni! von Yann Le Quellec; der Film wurde in Cannes in der Quinzaine des Réalisateurs gezeigt und erhielt den Prix Jean-Vigo 2014.

## Schriften
- Vivre la nuit, rêver le jour. Souvenirs. Éditions Denoël, 2021. ISBN 978-2-207-16125-8